# Володимир Сидоркін
Володимир Сидоркін (нар. 9 травня 1986) — естонський плавець.
Учасник Олімпійських Ігор 2008 року.